# Marcin Wilczek
Marcin Bartłomiej Wilczek (ur. 25 kwietnia 1967 w Warszawie) – polski dyplomata, ambasador RP w Turcji (2008–2012) oraz w Rumunii (2015–2019).

## Życiorys
Ukończył studia w Instytucie Lingwistyki Stosowanej Uniwersytetu Warszawskiego (1991) oraz w Krajowej Szkole Administracji Publicznej (II promocja, 1992–1994).
Karierę zaczynał w branży turystycznej. W 1994 rozpoczął pracę w Ministerstwie Spraw Zagranicznych. Do 1997 odpowiadał za stosunki z Turcją oraz Albanią w departamencie terytorialnym. Następnie był I sekretarzem i radcą Ambasady RP w Londynie (1997–2002). Od 2002 do 2005 był naczelnikiem wydziału w Departamencie Europy. Pełnił funkcję Konsula Generalnego RP w Stambule (2005–2008).
Od 2008 do 24 października 2012 był ambasadorem RP w Turcji. Bezpośrednio po powrocie do kraju objął stanowisko dyrektora Sekretariatu Ministra Spraw Zagranicznych. W 2015 został powołany na stanowisko ambasadora nadzwyczajnego i pełnomocnego RP w Rumunii. 10 września 2015 złożył listy uwierzytelniające na ręce prezydenta Klausa Iohannisa. Urzędowanie zakończył 31 sierpnia 2019. Bezpośrednio po powrocie został zastępcą dyrektora Departamentu Polityki Europejskiej MSZ. Od 2020 do 2024 pracował w Departamencie Polityki Zewnętrznej Unii Europejskiej MSZ. W październiku 2024 objął kierownictwo ambasady w Teheranie jako chargé d’affaires.

## Życie prywatne
Mówi po angielsku, francusku i turecku. Z żoną posiada dwie córki.

## Odznaczenia
- Kawaler Krzyża Srebrnego Orderu Honoru – Grecja[1]
- Komandor Orderu Wiernej Służby – Rumunia, 2019[12][13]